# کان‌دره

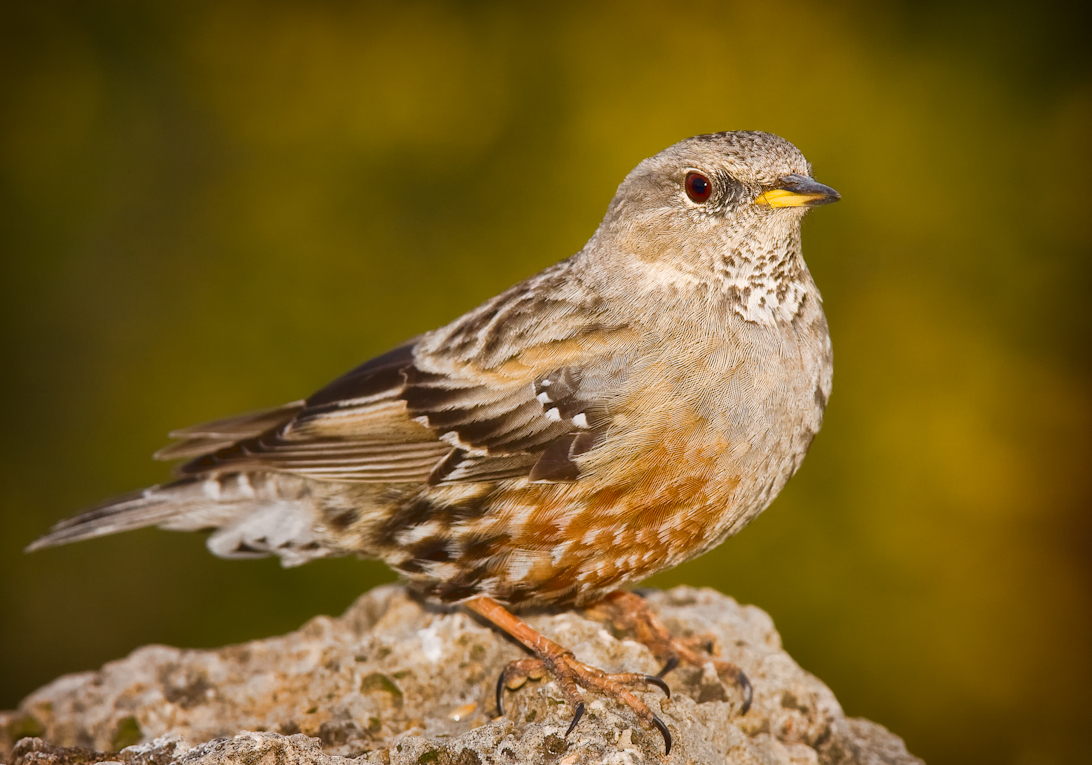
صعوه کوهی از پرندگان کان‌دره است.

کان‌دره (انگلیسی: Kondara) نام یک رود و دره است که در دامنه‌های جنوبی رشته‌کوه حصار در تاجیکستان واقع شده‌است. محل این دره ژرف در شمال شهر دوشنبه در ناحیه ورزاب، یکی از ناحیه‌های تابع جمهوری در غرب تاجیکستان است. کان‌دره از سوی انجمن پرندگان جهان به عنوان یکی از مناطق مهم زیست پرندگان شناسایی شده‌است.

## توصیف
رود کان‌دره یکی از ریزابه‌ها به رود ورزاب است که از سمت راست به آن می‌ریزد. این دو رود در ارتفاع ۱۳۰۰ متری به هم می‌پیوندند. رود کان‌دره از سمت غرب به شرق به طول ۱۲ تا ۱۵ کیلومتر، در دره‌ای به پهنای حدود ۲ کیلومتر جریان دارد. دامنه‌های این دره در برخی جاها سراشیبی کمی دارند و سطح خاک آن‌ها هموار است و در برخی دیگر جاها سراشیبی آن تند شده و صخره‌ای است. در بالادست رودخانه، دره توسط صخره بزرگ خط‌الرأس بین رودخانه‌های لوچ‌آب و ورزاب مسدود شده‌است. محدوده این خط‌الرأس فلاتی به نام روی‌دشت را تشکیل می‌دهد که ارتفاع آن از ۲۴۰۰ تا ۲۸۵۰ متر متغیر است. انجمن پرندگان جهان محدوده کان‌دره را از دامنه‌های شرقی فلات روی‌دشت تا ورزاب تعریف می‌کند. محدوده کان‌دره بارشی بیش از ۱۰۰۰ میلیمتر در سال دارد و پوشش گیاهی آن از نوع بیشه‌زار و درختچه‌ای است.

## پرندگان
پرندگان این دره، چه پرندگان ماندگار، زمستان‌گذران و مهاجر فصلی عبارتند از:
کبک دری هیمالیا، بالابان، دال سیاه، زاغ نوک‌زرد، چکاوک هیوم، سسک شکم‌گوگردی، دیوارخزک، مگس‌خوار دم‌سفید، دم‌سرخ کوهی، گنجشک برفی بال‌سفید، صعوه کوهی، صعوه آلتای، صعوه قهوه‌ای، پی‌پت تالابی، سهره سرخ‌پیشانی، سهره کوهی ساده، سهره بال‌سرخ، سهره رزی سرخ‌پوش، سهره رزی بزرگ و سهره سیاه.